# Mystic Falls (cachoeira)
Mystic Falls é uma cachoeira tipo cascata de 21 metros que localiza-se no rio Little Firehole, um afluente do rio Firehole. Originalmente foi chamado de Little Firehole Falls por Hayde, membro do Geologic Survey, em 1872, mas o nome foi mudado para Mystic Falls por Arnold Hague, também do Geologic Survey, em 1885, por razões desconhecidas.
Mystic Falls atinge 1,9 quilômetros. Sua trilha começa na Bacia do Biscuit e termina na Bacia de Upper Geyser.